# Horst Frehe
Horst Frehe (* 5. Februar 1951 in Bremen) ist ein deutscher Politiker (Bündnis 90/Die Grünen). Er war von 1987 bis 1991 und von 2007 bis 2011 Abgeordneter in der Bremer Bürgerschaft sowie von 2011 bis 2015 Staatsrat bei der Senatorin für Soziales, Kinder, Jugend und Frauen.

## Leben
Nach der Erlangung des Realschulabschlusses 1966 absolvierte Frehe zunächst eine Ausbildung zum Industriekaufmann, die er 1969 abschloss. Ab 1969 war er als Personalsachbearbeiter tätig. Seit einem Unfall 1966 ist Frehe auf einen Rollstuhl angewiesen. Er studierte bis 1976 unter anderem in Heidelberg an der Fachhochschule der Stiftung Rehabilitation Betriebswirtschaft und an den Universitäten Freiburg und Konstanz, Volkswirtschaftslehre, Politikwissenschaften und Soziologie. Nach diesen Studien kehrte er nach Bremen zurück, unter anderem um sich dort der beruflichen Rehabilitation behinderter Mitmenschen zu widmen.
Ende der 70er Jahre transportierte er mehrmals versteckt Bücher in die DDR. Die Aktivitäten endeten damit, dass er im Dezember 1978 wegen Fluchthilfe für einen Lausitzer Bürgerrechtler verhaftet und zu mehreren Jahren Haft verurteilt wurde. Nach nur drei Wochen wieder in den Westen entlassen – wahrscheinlich, da die Gefängnisverwaltung in der DDR nicht mit Menschen im Rollstuhl umgehen konnten.
In Bremen begann er ein Lehrer- und Behindertenpädagogikstudium, welches er aber nicht abschloss. Nach Abschluss eines Weiterbildungsstudiums war er als Lehrbeauftragter an Hochschulen und in der Weiterbildung tätig. Nach einer Tätigkeit in einem Rechtsanwaltsbüro nahm er das Studium der Rechtswissenschaft an der Universität Bremen auf, welches er 1988 abschließen konnte. Er wurde 1991 Richter am Sozialgericht Bremen und blieb dies bis 2007. Frehe übernahm zwischen 1976 und 2007 Lehraufträge an Universitäten, Fachhochschulen und in der Weiterbildung.

## Politik
1978 gründete Horst Frehe mit Franz Christoph die erste „Krüppelgruppe“ in Bremen, war an der Krüppelbewegung mitbeteiligt und engagierte sich in der Selbstbestimmt-Leben–Bewegung. Er gründete mit  anderen behinderten Aktivisten 1990 die Assistenzgenossenschaft Bremen.
Zwischen 1984 und 1987 war er wissenschaftlicher Mitarbeiter der Fraktion Bündnis 90/Die Grünen, trat der Partei aber erst 1988 bei. Er war vom 13. Oktober 1987 bis 2. Januar 1991 Abgeordneter in der Bremer Bürgerschaft. Frehe trat als Gegner einer Ampelkoalition 1991 allerdings aus der grünen Partei wieder aus. 1997 trat er unter dem Eindruck der Oppositionspolitik wieder ein. Er war an der Abfassung mehrerer Gesetze der rot-grünen Bundesregierung unter Gerhard Schröder beteiligt. Er war Sprecher des Deutschen Behindertenrates – DBR.
Seit dem 8. Juni 2007 war er abermals Abgeordneter in der Bremer Bürgerschaft. Er war der behindertenpolitische, sozialpolitische und rechtspolitische Sprecher seiner Fraktion in der Bürgerschaft.
Er war in den
- Ausschüssen für Krankenhäuser, für Bundes- und Europaangelegenheiten, internationale Kontakte und Entwicklungszusammenarbeit, für Landesjugendhilfe, für Jugendhilfe, für Recht, für Richterwahlen und im *Wahlprüfungsgericht sowie in den
- Betriebsausschüssen KiTa Bremen und Werkstatt Bremen, vertreten und gehörte der
- Deputation für Soziales, Jugend, Senioren und Ausländerintegration an.

Bei der Wahl zur 18. Bürgerschaft wurde er wiedergewählt. Er ist durch Verzicht ausgeschieden, nachdem er am 30. Juni 2011 zum Staatsrat bei der Senatorin für Soziales, Kinder, Jugend und Frauen Anja Stahmann (Grüne) ernannt wurde. Dieses Amt hatte er bis 2015 inne. Ihm folgte Jan Fries nach.